# اسپوتنیک (خبرگزاری)
اسپوتنیک (انگلیسی: Sputnik) سرویس خبری چندرسانه‌ای بین‌المللی است که در ۱۰ نوامبر ۲۰۱۴ توسط روسیا سِوُدنیا آغاز به کار کرد. روسیا سوُدنیا سازمانی است که تماماً در مالکیت دولت روسیه بوده و توسط آن اداره می‌شود. این سازمان در ۹ دسامبر ۲۰۱۳ با فرمان رئیس‌جمهور روسیه ایجاد شد. اسپوتنیک جایگزین ریانووستی در عرصهٔ بین‌المللی (این خبرگزاری در روسیه فعال می‌ماند) و صدای روسیه شد.
رادیو اسپوتنیک جزء رادیویی این پلتفرم است و هدف آن پخش برنامه به سی زبان در ۱۳۰ شهر و ۳۴ کشور به صورت‌های اف ام، دیجیتال و نیز موبایل و اینترنتی است.